# Distrikt Andoas
Der Distrikt Andoas liegt in der Provinz Datem del Marañón in der Region Loreto in Nordost-Peru. Der Distrikt wurde am 1. August 2005 aus Teilen des Distrikts Pastaza gebildet. Er hat eine Fläche von 11.809 km². Beim Zensus 2017 lebten 14.069 Einwohner im Distrikt. Im Jahr 2007 lag die Einwohnerzahl bei 9375. Verwaltungssitz ist die 210 m hoch am östlichen Seeufer des Lago Anatico gelegene Ortschaft Alianza Cristiana mit 608 Einwohnern (Stand 2017). Alianza Cristiana liegt 150 km nördlich der Provinzhauptstadt San Lorenzo.

## Geographische Lage
Der Distrikt Andoas liegt im Nordosten der Provinz Datem del Marañón. Der Distrikt liegt im peruanischen Amazonasgebiet. Der Río Pastaza fließt im Osten des Distrikts nach Süden. Der Distrikt reicht im Süden bis unterhalb der Einmündung des Río Huitoyacu in den Río Pastaza. Der Distrikt Andoas umfasst das davon nördlich gelegene Einzugsgebiet des Río Pastaza bis zur ecuadorianischen Grenze im Norden. Die Flüsse Río Huasaga, Río Manchari und Río Huitoyacu durchqueren das Areal in südlicher Richtung.
Der Distrikt Andoas grenzt im Norden an Ecuador, im Osten an den Distrikt Trompeteros (Provinz Loreto), im Südosten an die Distrikte Urarinas (ebenfalls in der Provinz Loreto) und Lagunas (Provinz Alto Amazonas), im Süden an den Distrikt Pastaza sowie im Westen an den Distrikt Morona.

## Ortschaften
Neben dem Hauptort Alianza Cristiana gibt es folgende größere Ortschaften im Distrikt Andoas:
- Huagramona (271 Einwohner)
- Kuyuntsa (327 Einwohner)
- Limoncocha (207 Einwohner)
- Loboyacu (273 Einwohner)
- Los Jardines (395 Einwohner)
- Nueva Alianza Capahuari Yacu (299 Einwohner)
- Nuevo Andoas (993 Einwohner)
- Pankintsa (239 Einwohner)
- Puerto Rubina (279 Einwohner)
- Puranchin (293 Einwohner)
- San Juan de Manchari (319 Einwohner)
- Shamshochocha (207 Einwohner)
- Siwin (233 Einwohner)
- Soplín (279 Einwohner)
- Tsekuntsa (237 Einwohner)
- Washintsa (578 Einwohner)
- Wijint (453 Einwohner)